# Janis Jünemann
Janis Jünemann (* 3. Juni 2005) ist ein deutsch-lettischer Basketballspieler.

## Werdegang
Der Sohn einer lettischen Mutter und eines deutschen Vaters erlernte das Basketballspiel ab dem zwölften Lebensjahr in der Nachwuchsabteilung der BG 74 Göttingen. 2021/22 weilte Jünemann an der Billings Central High School im US-Bundesstaat Montana.
Während er in der Göttinger Leistungsjugendmannschaft in der Nachwuchs-Basketball-Bundesliga eingesetzt wurde, spielte er ab 2022 ebenfalls im Herrenbereich für den ASC Göttingen in der 1. Regionalliga. 2024 erhielt er vom Bundesligisten BG Göttingen seinen ersten Vertrag als Berufsbasketballspieler, nachdem er bereits im Dezember 2023 seinen Einstand im europäischen Wettbewerb FIBA Europe Cup gegeben hatte. Mit Göttingen stieg er 2025 aus der Bundesliga ab.

### Nationalmannschaft
Im Sommer 2024 nahm er mit der U20-Nationalmannschaft Lettlands an der B-Europameisterschaft dieser Altersklasse teil.